# Инкандесцентна сијалица
Класична електрична сијалица је вештачки извор свјетлости која настане када електрична струја пролазећи кроз танку (волфрамову) нит загрије нит до усијања, која затим почне да емитује свјетлост. Емисија свјетлости проузрокована је заправо топлотом. Стаклени балон спријечава да метална нит дође у додир са кисеоником из околног ваздуха (чиме би била брзо уништена). Класична сијалица се производи различитих напона и величина, од 1,5 волта (V) до око 300 волти (V). Једноставне су конструкције и зато имају врло ниску производну цијену. Раде врло добро и на наизмјеничну и једносмјерну струју.
Сијалица је нашла широку примјену, како у кућној тако и индустријској, комерцијалној употреби. Због тога што производи и приличну количину топлоте, употребљава се у разноразне сврхе гдје је поред свјетлости потребна и мања количина топлоте, нпр. инкубатори, код младе перади, процеси сушења итд.
Данас се увелико јавља тенденција замјене ових сијалица са тзв. компактним флуоресцентиим  и ЛЕД светиљкама, углавном због мање потрошње електричне енергије. Неке државе иду толико далеко, да планирају потпуну забрану употребе класичних сијалица, због потребе да се уштеди на потрошњи електричне енергије.

## Историја класичне сијалице
Често се каже да је Томас Едисон изумио класичну сијалицу. Али прије Едисона наводе се наиме имена 22 друга проналазача сијалице са жарном нити. Едисон је наиме, унаприједио тада већ постојећи производ. Он је употријебио ефикаснији материјал, постигао је већи вакуум у балону, те коначно, већу електричну отпорност сијалице.
Изумитељи прије Едисона су заборављени из простог разлога, јер нису свој изум (проналазак) даље у пракси пласирали за ширу употребу, као што је то Едисон урадио помоћу свог дистрибуцијског система једносмјерне струје. Први систем напајања једносмјерном струјом, омогућио је Едисону, да направи и цијели систем освјетљења.
Још 1802. године Хамфри Дејви имао је најмоћнију електричну батерију на свијету. Исте године добио је прво свјетло од усијаног тијела, пуштајући електричну струју кроз танки комад платине, који се усијао. Платину је изабрао због високе тачке таљења. Добијено свјетло није било довољно јако, нити је трајало довољно дуго, тако да није нашло неку практичну примјену. Али, то је била претходница за многе серије експеримената током сљедећих 75 година; док Томас Едисон није направио сијалицу, која је добила своје мјесто у пракси и почела се комерцијално употребљавати 1879. године по први пут.
Хамфри Дејви је такође, 1809. године, направио прву лучну свјетиљку, повезујући двије угљене палице на батерију. Ово је демонстрирао на Енглеском краљевском институту 1810. године.
Током 19. вијека, експерименти су се редали један за другим. Употребљавали су се разни материјали, попут: платине, иридијума, угљених палица итд.
Тек 1835. године Џејмс Линдсеј демонстрирао је константну електричну свјетлост у Дандију, Шкотска. Наравно то је била веома слаба свјетлост, јер како је сам Линсеј рекао, могао је да чита књигу на удаљености од свјетиљке до неких 45 cm. Са даљим усавршавањем свог изума није наставио, јер се наводно заинтересовао за бежичну телеграфију.
Године 1841. први патент за сијалицу са ужареном нити додијељен је Фредерику де Молејнсу (Frederick de Moleyns) из Енглеске. Он је употријебио жицу од платине коју је затворио у вакуумски балон.
Американац Џон Стар (John W. Starr) добио је патент за своју сијалицу са ужареном угљеном нити.
Године 1872., Александар Лодигин изумио је сијалицу са жарном нити за коју је добио патент 1874. године.
.

### Почетак комерцијализације
Енглески физичар и хемичар Јозеф Вилсон Свон (Joseph Wilson Swan) (1828–1914) 1880. године, добио је патент за своју сијалицу.
Од 1880. године Свон је почео да инсталише своје сијалице по Енглеској, да би ускоро основао и своје предузеће.
У Сјеверној Америци 1874. године, Хенри Вудвард и Метју Еванс су патентирали своју сијалицу која је имала угљене палице између електрода у стакленом цилиндру напуњеним азотом. Покушали су свој изум да комерцијализирају али нису у томе били успјешни. На крају су се одлучили, те продали свој патент Томасу Едисону 1879. године.

Томас Едисон (1847—1931) затим долази на ред. Након великог броја експеримената са разним металима за жарну нит, Едисон се враћа угљеној нити. Први успјешан тест који је трајао 13,5 сати, изводи октобра 1879. године.. Едисон наставља са побољшањем дизајна и добија патент јануара 1880. године за сијалицу са угљеном нити.
Године 1881., Савој позориште (Savoy Theatre) је постала прва јавна зграда на свијету која је била потпуно освијетљена свјетлом електричних сијалица.

Прву комерцијалну електричну сијалицу са металном жарном нити (нит из осмијум а), патентирао је 1898. године, аустријски проналазач Карл Ауер фон Велсбах (Carl Auer von Welsbach)
Прва сијалица са волфрамовом (tungsten) жарном нити појављује се на тржишту у Мађарској 1905. године, од мађарског предузећа Тунгсрам (Tungsram).

## Конструкција
Класична електрична сијалица састоји се од стакленог балона са волфрамовом жицом кроз коју протиче електрична струја. Контактне жице које пролазе кроз стаклено постоље повезане су са жицом (влакном).
Потпорне жице усађене у стаклену основу држе волфрамову нит. Стаклени балон је напуњен са инертним гасом као што је аргон, с циљем да се смањи испаравање жарне нити.
Електрична струја загреје волфрамову нит до око 2.000 K to 3.300 K, доста ниже од волфрамове тачке таљења, 3.695 K. Температура нити зависи од облика и величине нити, као и од јачине струје која протиче кроз нит. Ужарена нит емитује светло приближно сталног спектра.
Најчешће снаге сијалица које су на тржишту су: 25, 40, 60, 75, 100 вати (W). Наравно, распон снаге сијалица које се производе је доста већи, 0,1 до 10.000 (W).
|  | 1. Стаклени балон 2. Инертни гас под ниским притиском (аргон, неон, азот) 3. Волфрамова нит 4. Контактна жица (излази из основе) 5. Контактна жица (иде у основу) 6. Потпорне жице 7. Основа (стаклено постоље) 8. Контактна жица (излази из основе) 9. Навојна капица 10. Изолација 11. Електрични контакт |

Метална капица на ужем делу стакленог балона појављује се у облику навоја или тзв. бајонет основе.
Мале цевасте сијалице могу имати контакт на оба краја. Контакти у сијаличном грлу омогућују да електрична струја дође преко сијаличне металне основе даље преко два жичана контакта до спиралне нити.
Да би се достигао већи степен искоришћења, поменута нит је у облику танке спирале. Развучена спирала 60 ватне сијалице од 120 волти, дугачка је 58 cm. Са оваквим дизајном смањено је испаравање волфрама.

## Електричне карактеристике
|           | 120-волт лампе | 120-волт лампе | 230-волт лампе | 230-волт лампе |
| Снага (W) | Учинак ()      | Ефикасност ()  | Учинак ()      | Ефикасност ()  |
| --------- | -------------- | -------------- | -------------- | -------------- |
| 5         | 25             | 5              |                |                |
| 15        | 110            | 7.3            |                |                |
| 25        | 200            | 8.0            | 230            | 9.2            |
| 40        | 500            | 12.5           | 430            | 10.8           |
| 60        | 850            | 14.2           | 730            | 12.2           |
| 75        | 1,200          | 16.0           |                |                |
| 100       | 1,700          | 17.0           | 1,380          | 13.8           |
| 150       | 2,850          | 19.0           | 2,220          | 14.8           |
| 200       | 3,900          | 19.5           | 3,150          | 15.8           |
| 300       | 6,200          | 20.7           | 5,000          | 16.7           |
| 500       |                |                | 8,400          | 16.8           |

### Снага
Сијалице са жарном нити су готово чисто отпорно оптерећење са фактором снаге 1. За разлику од сијалица са пражњењем или ЛЕД сијалица, потрошена снага је једнака стварној снази у колу. Инкандесцентне сијалице се обично продају на основу потрошене електричне енергије. Ово углавном зависи од радног отпора нити. За две сијалице истог напона и типа, јача сијалица даје више светлости.
Табела приказује приближни типични учинак, у луменима, стандардних инкандесцентних сијалица са жарном нити од 120 волти при различитим снагама. Излаз светлости сличних сијалица од 230 волти је нешто мањи. Мања струја (виши напон) нити је слабија и мора радити на нешто нижој температури за исти животни век, што смањује енергетску ефикасност. Вредности лумена за „меко беле” сијалице углавном ће бити нешто ниже него за прозирне сијалице исте снаге.

### Јачина струје и отпор
Отпор филамента зависи од температуре. Хладни отпор лампи од волфрамове нити је око 1/15 отпора при раду. На пример, сијалица од 100 вати и 120 волти има отпор од 144 ома када се пали, али је хладни отпор много мањи (око 9,5 ома). С обзиром да су инкандесцентне лампе отпорничка оптерећења, једноставни фазно-контролни тријак димери се могу користити за контролу осветљености. Електрични контакти могу имати симбол оцене „Т” који означава да су дизајнирани за управљање колима са великом ударном струјом карактеристичном за волфрамове сијалице. За лампу опште намене од 100 вати и 120 волти струја се стабилизује за око 0,10 секунди, а лампа достиже 90% своје пуне осветљености након око 0,13 секунди.